# Antiproton
Das Antiproton ist das Antimaterie-Teilchen (Antiteilchen) zum Proton. Es hat dieselbe Masse wie das Proton, seine Ladung ist betragsmäßig gleich aber negativ.
Antiprotonen sind Teil der kosmischen Strahlung, auf der Erde können sie nur künstlich in Teilchenbeschleunigern erzeugt werden. Andere Antiteilchen, nämlich das Antineutrino und das Positron, entstehen durch natürliche Vorgänge wie dem Betazerfall.
Antiprotonen wurden erstmals 1955 am Bevatron im Lawrence Berkeley National Laboratory mit einem Protonenstrahl von 6,3 GeV, der auf ein Kupfertarget traf, künstlich erzeugt. Die bei dieser Projektilenergie im Schwerpunktsystem verfügbare Energie reicht gerade zur Nukleonenpaarerzeugung (Proton und Antiproton), so dass das Antiproton sich nur langsam bewegt. Die magnetische Ablenkung der Teilchen erlaubte ein „Aussortieren“ der Antiprotonen. Aus der Impuls- und Geschwindigkeitsanalyse in zwei Szintillationszählern ergab sich der Nachweis, dass negativ geladene Partikel mit Protonenmasse entstanden waren; der Mesonenuntergrund wurde durch geeignete Koinzidenzschaltungen unterdrückt. Entgegen den Erwartungen zerstrahlt das Antiproton nicht mit einem Proton in Photonen, sondern es werden mehrere freie Pionen erzeugt.
Emilio Segrè erhielt 1959 zusammen mit Owen Chamberlain dafür den Physik-Nobelpreis „für ihre Entdeckung des Antiprotons“. An dem Experiment waren auch Clyde E. Wiegand und Thomas Ypsilantis beteiligt.
Zur Erforschung von Antiprotonen dient am CERN der Speicherring Antiproton Decelerator. In Bau befindet sich am GSI Helmholtzzentrum für Schwerionenforschung in Darmstadt eine Anlage zur Antiprotonforschung, genannt Facility for Antiproton and Ion Research (FAIR).
Hochpräzisionsexperimente zur Masse und dem magnetischen Moment von Proton und Antiproton wurden im Base-Experiment am CERN durchgeführt (wobei eine Penningfalle bei extrem niedrigen Temperaturen benutzt wurde). 2017 wurde bei diesem Experiment die Gleichheit von magnetischem Moment von Proton zu Antiproton mit einer Präzision im Bereich von Milliardstel (10−9) festgestellt. 2022 wurde dabei das Verhältnis des Ladungs-zu-Masse-Verhältnisses von Proton zu dem des Antiprotons zu 1,000.000.000.003(16) (Genauigkeit von 16e-12, 16 Billionstel) bestimmt, eine Verbesserung zu vorherigen Ergebnissen der gleichen Gruppe um einen Faktor 4.
Eine Anwendung der Antiprotonen könnte in der „Antiprotonischen Stereographie“ liegen, die es ermöglichen würde, Strahlentherapie sehr viel effizienter durchzuführen. Allerdings ist die Erzeugung eines Antiprotonenstrahls wesentlich aufwändiger als die Erzeugung eines Protonenstrahls. Bislang (2019) sind nur wenige Beschleuniger weltweit dazu in der Lage.
Das Antiproton bildet den Kern des einfachsten Antiatoms: Antiwasserstoff.